# Duilio Forte
Duilio Forte (Milano, 5 novembre 1967) è un artista e architetto italiano di origine italo-svedese.

## Biografia
Si laurea in architettura nel 1994 presso il Politecnico di Milano. Nello stesso anno vince il primo premio San Carlo Borromeo presso la Permanente di Milano, giuria di Achille Castiglioni e Giancarlo De Carlo, con la sauna Ekeberg realizzata in Svezia.
Nel 1998 fonda Atelier Forte, un laboratorio di ricerca nel campo architettonico e scultoreo che si occupa della progettazione e realizzazione di opere artistiche e architettoniche.
Dal 2003 organizza un workshop di arte e architettura in Svezia denominato Stuga Project presso la città di Grythyttan.
Dal 2005 è membro della Associazione Architetti Svedesi.
Partecipa alla XI Mostra internazionale di architettura di Venezia (2008) con l'opera Sleipnir Venexia.
Il 12 febbraio 2009, in occasione dei 200 anni della nascita di Darwin, Duilio Forte scrive il Manifesto Arkizoic, lo stile architettonico caratterizzata dal connubio tra architettura e Anemos, il soffio vitale.
Partecipa alla XII Mostra internazionale di architettura di Venezia (2010) con l'opera Sleipnir Convivalis.
Partecipa alla VII edizione del Triennale Design Museum, TDM7, con l'opera Sleipnir XXXIII.
Partecipa alla XXI Triennale internazionale di Milano (2016) con l'opera URSUS all'interno della mostra Stanze, nuove filosofie dell'abitare a cura di Beppe FInessi.
(Beppe Finessi, Domus 935, Aprile 2010)

## Opere

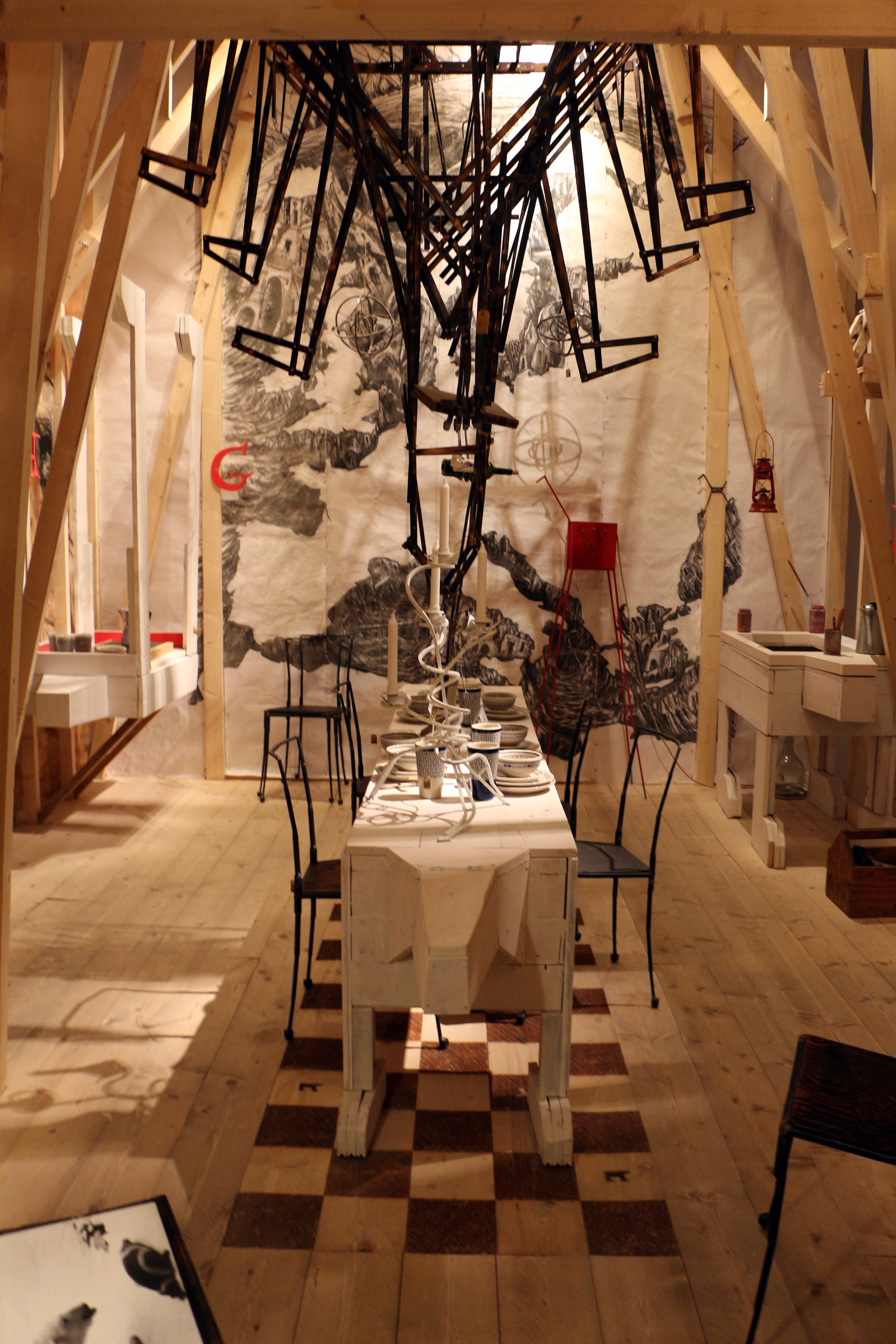
Duilio Forte, Progetto Ursus, 2016

- 2024 - Phone DRAMA II 58189 - short movie
- 2024 - Phone DRAMA 58171 - short movie
- 2024 - The Masterpiece 44519 - short movie
- 2023 - Sleipnir LIV Sidereus 76001 – 54th Sleipnir – Borgotaro, Italy – Private collection
- 2023 - Sleipnir Cuccagna 55103 – 53th Sleipnir – temporary solo installation in Milano
- 2023 - Ptero Bozen II 12269 – Collective Exhibition in Bozen, Italy – April 11 to Maj 1 2023
- 2023 - ArkiZoic Project XII 66337 – Solo Exhibition – iKonica art gallery from 13 to 22 April 2023 – Milano
- 2022 - ArkiZoic Project X 66293 – Solo Exhibition inside the collective Exhibition “Dedalo Minosse” curated by Fortunato D’Amico – Basilica palladiana – Vicenza, Italy – 16 September to 2 October 2022
- 2022 - ArkiZoic Project IX 82609 – Solo Exhibition – SC3 Gallery – Via Scutari 3, Milano
- 2022 - Sleipnir LII Passo Ladro 21433 – 52th Sleipnir build in Syracuse district, MADE PROGRAM Art Academy
- 2022 - ArkiZoic Project VIII 74027 – Solo Exhibition – Circolo FORMIDABILELAMBRATE 25/2 – 9/3, Via Saccardo 12 Milano
- 2021 - XIII Florence Biennale 83299 – International Biennale – curator Fortunato D’Amico – Fortezza da Basso – Firenze
- 2021 - ArkiZoic Project VII 66271 – Solo Exhibition – Tbs Gallery – curator Paola Omboni – via Pestalozzi 4 – Milano
- 2019 - ArkiZoic Project VI 66239 – in Partnership with Anotherview collective – “The Langhe Supper” Project
- 2019 - ArkiZoic Project V 66221 – Grythytte Kvarn gallery – Sweden
- 2019 - ArkiZoic Project III 55249 – Solo Exhibition – Francesco Zanuso Gallery, Milano
- 2018 - Birnam Wood IV 35677 – Installation at Palazzo Sebelloni, Milano
- 2018 - Sleipnir XLVIII Laterna 27697 – Permanent Installation at Grythyttan, Sweden
- 2018 - Sleipnir XLII Latemar 2797 – Respirart Sculpture Park – Trentino
- 2018 - ArkiZoic Project II 7297 –  Spazio Giovannoni, Milano
- 2017 - Sleipnir XLV Ciconiae II – 45th Sleipnir (Odin’s height legs horse) build in north side of Abbazia di Chiaravalle in Milano.
- 2017 - Turris Pithagorica II – Permanent installation – Södra Hyttan, Hjulsjo, Hällefors - Svezia.
- 2017 - Yggdrasill Triennale  – Temporary installation at Triennale, Milano.
- 2017 - Finis Extra Munch - Double solo exhibit, ONO Arte, Bologna.
- 2016 - PTEPERO – Wood assembling performance MART, Rovereto. 22/11/2016. With Ptero III.
- 2016 - Ptero III MAXXI – MAXXI Roma. Wood assembling performance at MAXXI in Rome, September 20, 2016.
- 2016 - Storming of the Bastille – Storming of the Bastille. Performance with Ptero III at Reggia di Caserta July 14, 2016.
- 2016 - ArkiZoic Project – Solo exhibition in the Biologiska Museet, in Stockholm. 23 April to 12 June 2016.
- 2016 - URSUS – Temporary installation – XXI Triennale, Triennale di Milano.
- 2015 - Turris Pythagorica – Permanent installation – Södra Hyttan, Hjulsjo, Hällefors - Svezia
- 2015 - Sleipnir Ciconiae – Permanent installation – Stary Bubel - Poland.
- 2014 - Sleipnir Meano – Permanent installation – Borgo dei Creativi, Meano (BS).
- 2014 - Sleipnir Tidonis – Permanent installation – CArD, Pianello Val Tidone.
- 2014 - Sleipnir Cine – Temporary installation at Open, Lido di Venezia.
- 2014 - Sleipnir Spiken II – Permanent installation, Grythyttan, Svezia.
- 2014 - Sleipnir Park – Temporary installation, Giardini Indro Montanelli, Milano.
- 2014 - Harpago Salis – Temporary installation, Magazzini del Sale, Venezia.
- 2014 - Sleipnir 1861 – Temporary installation, Piazza Carignano, Torino.
- 2014 - Sleipnir XXXIII – Temporary installation, Triennale di Milano.
- 2014 - Sleipnir Lúg – Temporary installation, Lugano, Canton Ticino (CH).
- 2013 - Sleipnir Alea – Temporary installation, ART.4, Fossano (CN).
- 2013 - Sleipnir Volta – Temporary installation, Streetscape2, Como.
- 2013 - The centuries long detail – Collective exhibit, Cheongju International Craft Biennale, South Korea.
- 2013 - Sleipnir Argus Junior – Temporary installation, Trepponti di Comacchio (FE).
- 2013 - Sleipnir Bok – Permanent installation, Grythyttan, Svezia.
- 2013 - Sleipnir Argus – Permanent installation, Casa museo Remo Brindisi, Lido di Spina, Comacchio (FE).
- 2013 - Semi-Equi – Double solo exhibit, GAM Galleria d'arte moderna Genova Nervi.
- 2013 - Sleipnir Drusi – Installazione permanente, Libera Università di Bolzano.
- 2013 - Sleipnir Steam – Permanent installation, Fabbrica del Vapore, Milano.
- 2013 - Castra Exemplorum – Temporary installation, Fabbrica del Vapore, Milano.
- 2012 - Novembre - Huginn, Paratissima. Torino.
- 2012 - Agosto - Sleipnir Automatum - Grythyttan, Svezia.
- 2012 - Giugno - Sleipnir Thermarum - Terme del Bacucco, Viterbo
- 2012 - Maggio - Eva-sioni - Mostra, Palazzo Vernazza, Lecce.
- 2012 - Aprile - Bois de Boulon by Missoni, Milano.
- 2012 - Aprile - Lampada Flux III + HugMun II - Misiad Milano si autoproduce, La Fabbrica del vapore, Milano.
- 2012 - Marzo - Huginn&Muninn - Sauna, Piacenza.
- 2012 - Febbraio - Sleipnir Lambrus - Installazione temporanea presso Officina Temporanea - Ventura Lambrate, Milano.
- 2011 - Novembre - Phoenix Turris, Torino.
- 2011 - Settembre - Sleipnir Ex Silva, Politecnico di Milano.
- 2011 - Aprile - Mammuthus Belli, Milano.
- 2011 - Febbraio - La Foresta di Sleipnir, Roronda della Besana Milano.
- 2011 - Gennaio - Sleipnir Biologiska, Biologiska Museet, Stoccolma.
- 2010 - Settembre - Fafnir, Mostra IL TESORO DI BOMISA, Triennale di Milano.
- 2010 - Agosto - Sleipnir Convivalis Quintus, Mostra AILATI, Biennale di Venezia.
- 2010 - Agosto - Sleipnir Ratatoskr, Grythyttan, Svezia.
- 2010 - Luglio - Sleipnir Albus presso Galleria Il Frantoio, Capalbio (GR)
- 2010 - Maggio - WOOD 2010, Mostra Virserum Art Museum.
- 2010 - Aprile - Sleipnir Trebuchet presso Triennale Bovisa.
- 2010 - Aprile - OSPITI INASPETTATI. Case di ieri, design di oggi. Mostra presso Casa Boschi di Stefano.
- 2010 - Aprile - Ars Combinatoria - Mostra, SpazioRT, Milano.
- 2010 - Marzo - Birnam Wood presso Piazza Sempione, 616 Fifth Avenue, New York.
- 2009 - Dicembre - Sideropithecus Fortis, Affetti da cretinismo - omaggio a Cesare Lombroso, mostra collettiva, Milano.
- 2009 - Settembre - Drakkar Yggdrasill, Grythyttan, Svezia.
- 2009 - Sleipnir Nuncius, Vittoriale degli Italiani, Gardone Riviera (BS).
- 2009 - Pliosaurus, opera, Milano.
- 2009 - Arkizoic OBSESSIO, assedio alla Fortezza da Basso a Firenze, mostra personale.
- 2009 - Encelado, Gran Salone dei Planisferi, Milano, mostra collettiva.
- 2009 - 12 febbraio, Milano, Fondazione di ArkiZoic.
- 2009 - Fenrir, opera, Milano.
- 2008 - JulBock NABA, opera, presso NABA - Nuova Accademia di Belle Arti, Milano.
- 2008 - Yggdrasill Steneby, opera, Dåls Långed, Svezia, mostra personale.
- 2008 - Sleipnir VENEXIA, XI Biennale di architettura, opera, Venezia.
- 2008 - Sleipnir TAVRINORVM, opera, arsenale Cavalli, Torino.
- 2008 - Sleipnir BASTU, opera, mostra personale, AtelierFORTE, Milano.
- 2007 - Spiken, opera, StugaProject2007, Grythyttan, Svezia.
- 2007 - Hugin e Munin, mostra personale, Milano.
- 2006 - Taenaris, opera, Milano.
- 2006 - Spiv, opera, StugaProject2006, Grythyttan, Svezia.

## Pubblicazioni
- testo Jessica Donati, foto Lorenzo Nencioni in The New York Times, 19 agosto 2010, pag. D6
- testo Beppe Finessi, foto Giacomo Giannini in Domus, n. 935, aprile 2010, pp. 17–27
- testo Francesca De Ponti, foto Emilio Tremolada in DDN, n. 167, aprile 2010, pp. 212–220
- testo e foto Ambra Craighero in Corriere della Sera ed. Milano, 5 febbraio 2010
- testo Annamaria Sbisà in La Repubblica, 15 marzo 2010
- testo Beppe Finessi, foto Santi Caleca in Abitare, n. 456, dicembre 2005, pp. 56–63
- testo Cristina Morozzi, foto Tilde De Tullio in Interni, n. 506, novembre 2000, pp. 110–119